# 涌谷駅
涌谷駅（わくやえき）は、宮城県遠田郡涌谷町字新町裏（しんまちうら）にある、東日本旅客鉄道（JR東日本）石巻線の駅である。
前谷地駅から乗り入れる気仙沼線の列車も停車する。

## 歴史

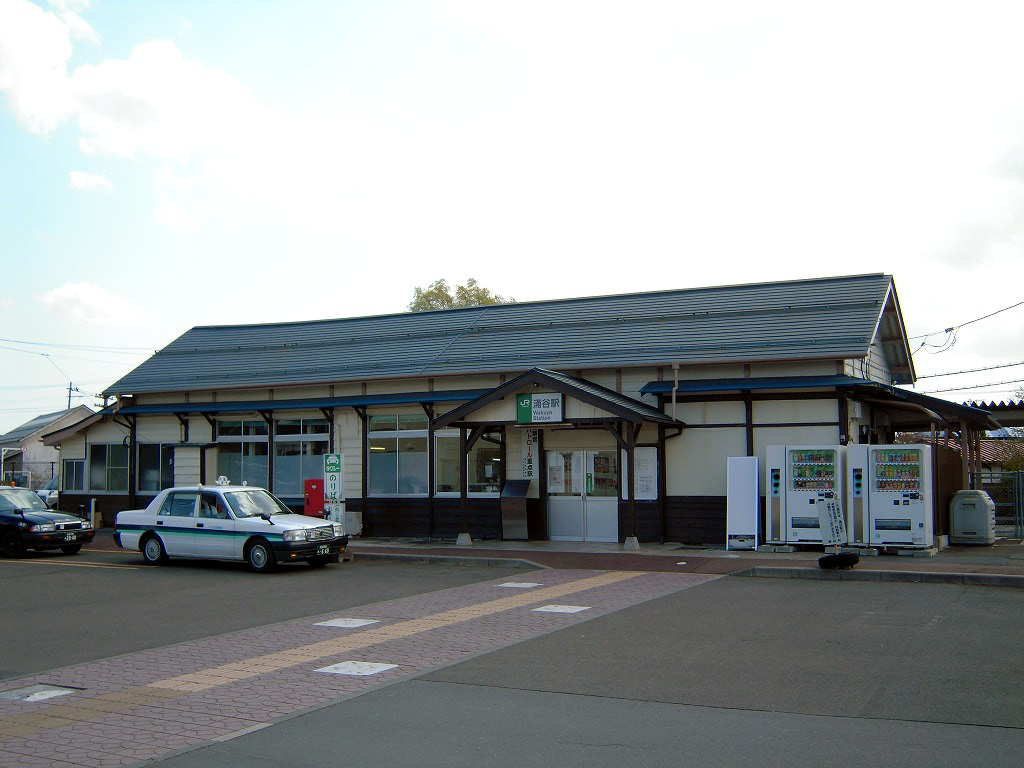
改築前の駅舎（2011年4月）

- 1912年（大正元年）10月28日：仙北軽便鉄道の駅として開業[2][3]。
- 1919年（大正8年）4月1日：仙北軽便鉄道が国鉄（当時は鉄道院）に買収され、仙北軽便線の駅となる[3]。
- 1922年（大正11年）9月2日：路線名変更で石巻線の駅となる。
- 1972年（昭和47年）7月1日：貨物の取り扱いを廃止[3]。
- 1984年（昭和59年）2月1日：荷物の扱いを廃止[3]。
- 1987年（昭和62年）4月1日：国鉄分割民営化により、東日本旅客鉄道（JR東日本）の駅となる[3]。
- 2013年（平成25年）3月25日：駅舎がリニューアル[5]。
- 2021年（令和3年）3月13日：終日無人化[4]。
- 2024年（令和6年）10月1日：えきねっとQチケのサービスを開始[1][6]。

## 駅構造
相対式ホーム2面2線を有する地上駅である。互いのホームは跨線橋で連絡している。
小牛田統括センター（小牛田駅）管理の無人駅である。2021年（令和3年）3月12日まではJR東日本東北総合サービスが駅業務を受託する業務委託駅であった（以前はスワローツアーが受託していた）。自動券売機が設置されている。

### のりば
| 番線 | 路線                      | 方向 | 行先           |
| ---- | ------------------------- | ---- | -------------- |
| 1    | ■石巻線                   | 下り | 石巻・女川方面 |
| 1    | ■気仙沼線                 | 下り | 柳津方面       |
| 2    | ■石巻線 （■気仙沼線含む） | 上り | 小牛田方面     |

- 1番線は小牛田方にも出発信号機があり、小牛田方からの折り返しが可能（過去には当駅止まりで折り返し回送の旅客列車が存在していた）。

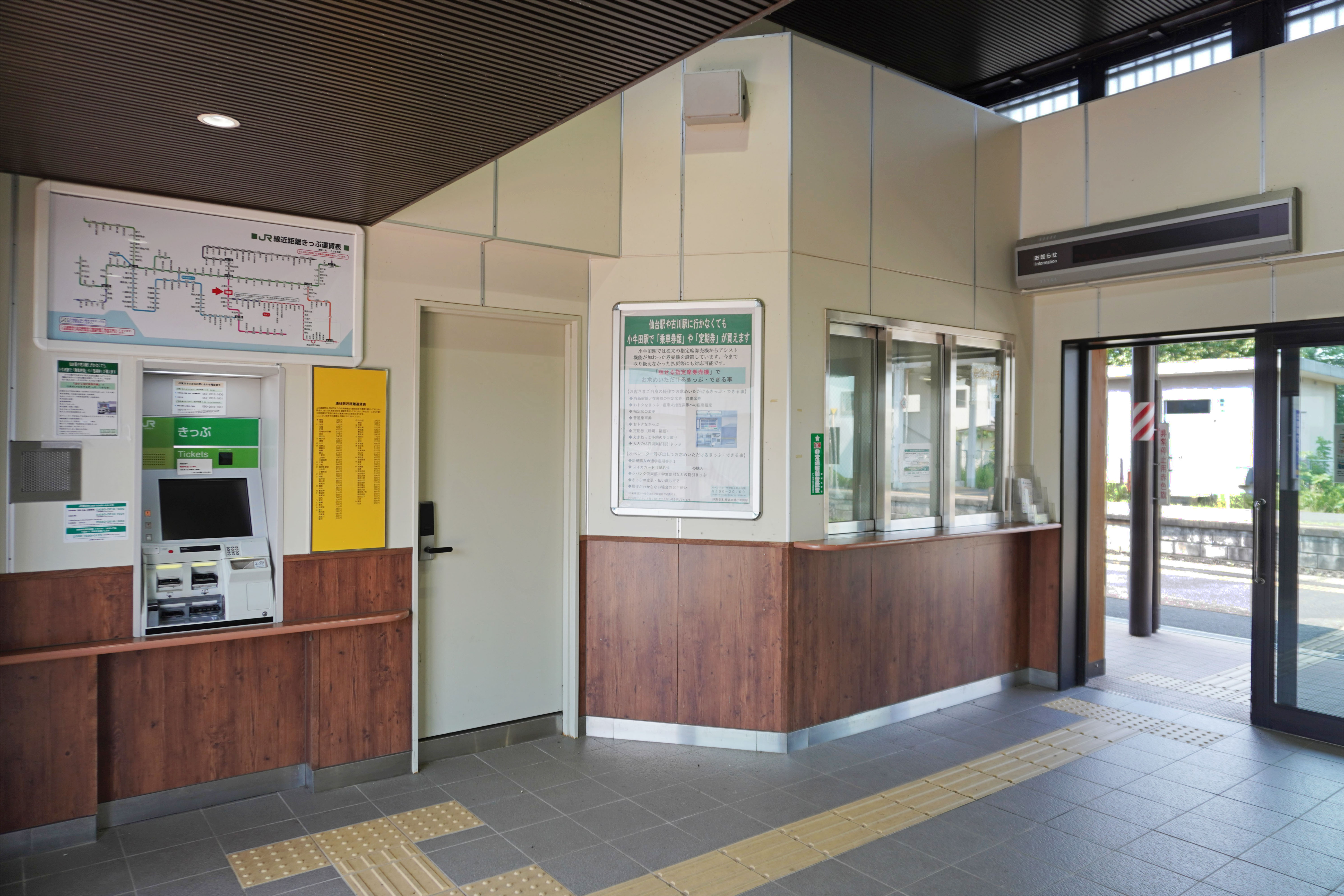
駅舎内（2023年7月）
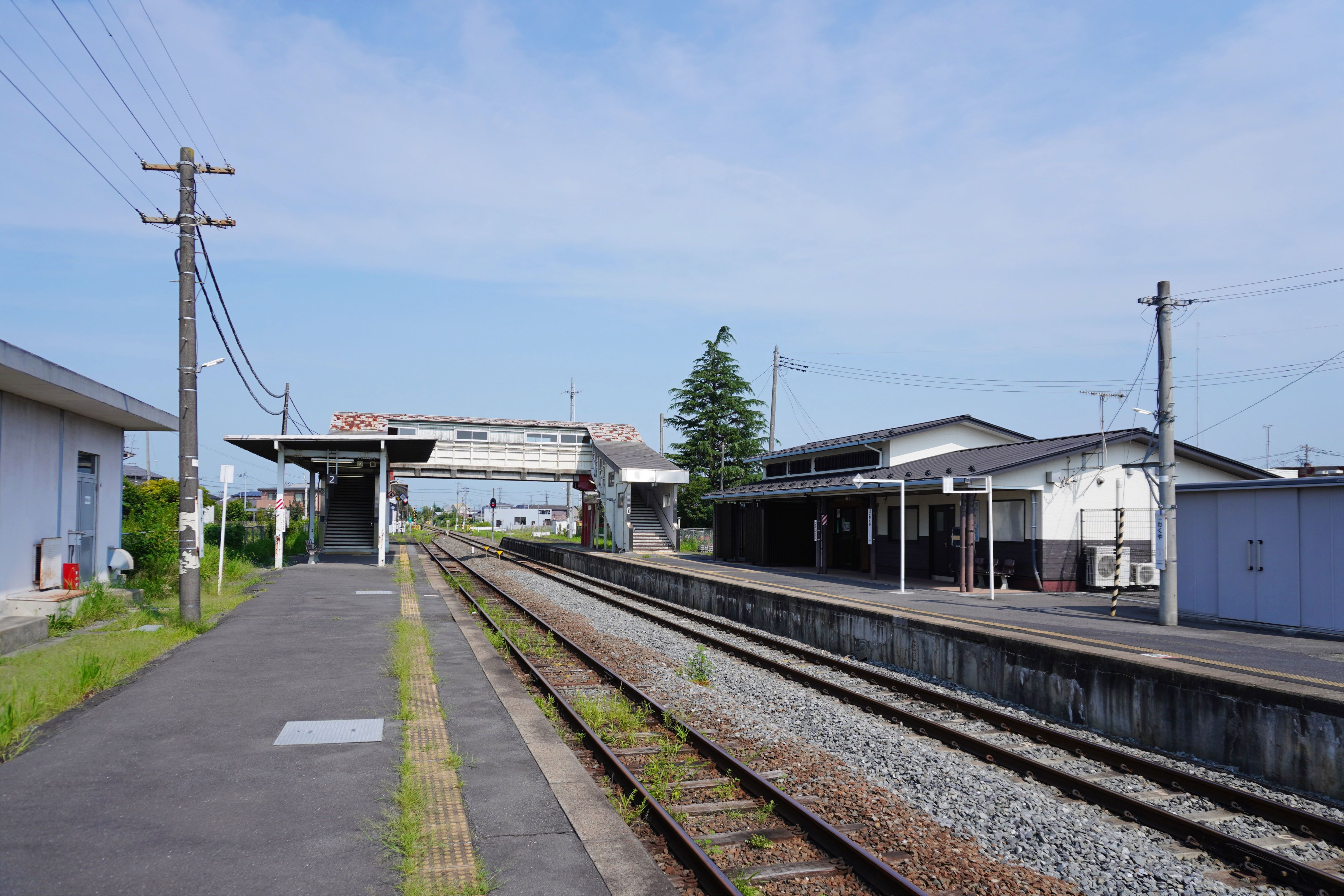
ホーム（2023年7月）

## 利用状況
JR東日本によると、2000年度（平成12年度）- 2019年度（令和元年度）の1日平均乗車人員の推移は以下のとおりであった。
| 1日平均乗車人員推移 | 1日平均乗車人員推移 | 1日平均乗車人員推移 | 1日平均乗車人員推移 | 1日平均乗車人員推移 |
| 年度                | 定期外              | 定期                | 合計                | 出典                |
| ------------------- | ------------------- | ------------------- | ------------------- | ------------------- |
| 2000年（平成12年）  |                     |                     | 870                 | [ 利用客数 1 ]      |
| 2001年（平成13年）  |                     |                     | 818                 | [ 利用客数 2 ]      |
| 2002年（平成14年）  |                     |                     | 826                 | [ 利用客数 3 ]      |
| 2003年（平成15年）  |                     |                     | 789                 | [ 利用客数 4 ]      |
| 2004年（平成16年）  |                     |                     | 743                 | [ 利用客数 5 ]      |
| 2005年（平成17年）  |                     |                     | 715                 | [ 利用客数 6 ]      |
| 2006年（平成18年）  |                     |                     | 653                 | [ 利用客数 7 ]      |
| 2007年（平成19年）  |                     |                     | 641                 | [ 利用客数 8 ]      |
| 2008年（平成20年）  |                     |                     | 607                 | [ 利用客数 9 ]      |
| 2009年（平成21年）  |                     |                     | 579                 | [ 利用客数 10 ]     |
| 2010年（平成22年）  |                     |                     | 577                 | [ 利用客数 11 ]     |
| 2011年（平成23年）  | 非公表              | 非公表              | 非公表              |                     |
| 2012年（平成24年）  | 106                 | 468                 | 575                 | [ 利用客数 12 ]     |
| 2013年（平成25年）  | 101                 | 494                 | 596                 | [ 利用客数 13 ]     |
| 2014年（平成26年）  | 97                  | 470                 | 568                 | [ 利用客数 14 ]     |
| 2015年（平成27年）  | 96                  | 460                 | 557                 | [ 利用客数 15 ]     |
| 2016年（平成28年）  | 93                  | 468                 | 561                 | [ 利用客数 16 ]     |
| 2017年（平成29年）  | 93                  | 485                 | 579                 | [ 利用客数 17 ]     |
| 2018年（平成30年）  | 90                  | 468                 | 559                 | [ 利用客数 18 ]     |
| 2019年（令和元年）  | 87                  | 419                 | 507                 | [ 利用客数 19 ]     |

## 駅周辺
- 涌谷町役場
- 涌谷郵便局
- 遠田警察署涌谷幹部交番（旧涌谷警察署）
- ヨークタウン涌谷
- アルプスアルパイン涌谷工場
- 国道108号（涌谷バイパス）
- 宮城県道61号涌谷津山線
- 宮城県道152号涌谷三本木線
- 宮城県道155号涌谷停車場線
- 宮城県道173号涌谷田尻線
- 見龍寺（涌谷伊達家菩提寺）

## 隣の駅
東日本旅客鉄道（JR東日本）
■石巻線・■気仙沼線（気仙沼線は小牛田駅 - 前谷地駅間石巻線）
上涌谷駅 - 涌谷駅 - 前谷地駅

### 記事本文
1. 1 2 3 4  「駅の情報（涌谷駅）：JR東日本」東日本旅客鉄道。2024年8月27日時点のオリジナルよりアーカイブ。2024年10月7日閲覧。
2. 1 2 3 4 5  『週刊 JR全駅・全車両基地』 23号 盛岡駅・平泉駅・山寺駅ほか74駅、朝日新聞出版〈週刊朝日百科〉、2013年1月20日、26頁。
3. 1 2 3 4 5 6  石野哲（編）『停車場変遷大事典 国鉄・JR編 Ⅱ』（初版）JTB、1998年10月1日、481頁。ISBN 978-4-533-02980-6。
4. 1 2 3 4  「広報わくや2021年3月号 > JR涌谷駅が無人営業化されます (PDF)」涌谷町企画財政課企画班、2021年3月1日、6頁。2021年3月15日閲覧。
5. ↑  「石巻線「涌谷駅」が変わります (PDF)」（プレスリリース）、東日本旅客鉄道仙台支社、2013年3月18日。2015年6月28日時点のオリジナル (PDF)よりアーカイブ。2020年12月11日閲覧。
6. ↑  「Suicaエリア外もチケットレスで! 東北エリアから「えきねっとQチケ」がはじまります (PDF)」（プレスリリース）、東日本旅客鉄道、2024年7月11日。2024年8月11日閲覧。
7. 1 2 3  「JR東日本：駅構内図・バリアフリー情報（涌谷駅）」東日本旅客鉄道。2024年10月7日閲覧。

### 利用状況
1. ↑  「JR東日本：各駅の乗車人員（2000年度）」東日本旅客鉄道。2025年8月2日閲覧。
2. ↑  「JR東日本：各駅の乗車人員（2001年度）」東日本旅客鉄道。2025年8月2日閲覧。
3. ↑  「JR東日本：各駅の乗車人員（2002年度）」東日本旅客鉄道。2025年8月2日閲覧。
4. ↑  「JR東日本：各駅の乗車人員（2003年度）」東日本旅客鉄道。2025年8月2日閲覧。
5. ↑  「JR東日本：各駅の乗車人員（2004年度）」東日本旅客鉄道。2025年8月2日閲覧。
6. ↑  「JR東日本：各駅の乗車人員（2005年度）」東日本旅客鉄道。2025年8月2日閲覧。
7. ↑  「JR東日本：各駅の乗車人員（2006年度）」東日本旅客鉄道。2025年8月2日閲覧。
8. ↑  「JR東日本：各駅の乗車人員（2007年度）」東日本旅客鉄道。2025年8月2日閲覧。
9. ↑  「JR東日本：各駅の乗車人員（2008年度）」東日本旅客鉄道。2025年8月2日閲覧。
10. ↑  「JR東日本：各駅の乗車人員（2009年度）」東日本旅客鉄道。2025年8月2日閲覧。
11. ↑  「JR東日本：各駅の乗車人員（2010年度）」東日本旅客鉄道。2025年8月2日閲覧。
12. ↑  「JR東日本：各駅の乗車人員（2012年度）」東日本旅客鉄道。2025年8月2日閲覧。
13. ↑  「各駅の乗車人員 2013年度 ベスト100以外（7）：JR東日本」東日本旅客鉄道。2025年8月2日閲覧。
14. ↑  「各駅の乗車人員 2014年度 ベスト100以外（7）：JR東日本」東日本旅客鉄道。2025年8月2日閲覧。
15. ↑  「各駅の乗車人員 2015年度 ベスト100以外（7）：JR東日本」東日本旅客鉄道。2025年8月2日閲覧。
16. ↑  「各駅の乗車人員 2016年度 ベスト100以外（7）：JR東日本」東日本旅客鉄道。2025年8月2日閲覧。
17. ↑  「各駅の乗車人員 2017年度 ベスト100以外（7）：JR東日本」東日本旅客鉄道。2025年8月2日閲覧。
18. ↑  「各駅の乗車人員 2018年度 ベスト100以外（7）：JR東日本」東日本旅客鉄道。2025年8月2日閲覧。
19. ↑  「各駅の乗車人員 2019年度 ベスト100以外（7）：JR東日本」東日本旅客鉄道。2025年8月2日閲覧。